# Kose-Uuemõisa
Kose-Uuemõisa (tyska: Neuenhof) är en småköping (estniska: alevik) i Estland. Den ligger i Kose kommun och i landskapet Harjumaa, 30 km sydost om huvudstaden Tallinn. Antalet invånare var 874 år 2011.
Kose-Uuemõisa ligger 54 meter över havet och terrängen runt orten är mycket platt. Runt Kose-Uuemõisa är det glesbefolkat, med 14 invånare per kvadratkilometer. Närmaste stad är Kehra, 19 km nordost om Kose-Uuemõisa. Omgivningarna runt Kose-Uuemõisa är en mosaik av jordbruksmark och naturlig växtlighet.